# Castelnau-Magnoac
Castelnau-Magnoac is een gemeente in het Franse departement Hautes-Pyrénées (regio Occitanie). De plaats maakt deel uit van het arrondissement Tarbes. De gemeente telt 774 inwoners (2008).

## Het huidige dorp
Castelnau-Magnoac is gelegen op de kruising van de D632 met de D9 hier tevens D21. Het dorp ligt op een heuvel. Er zijn een vierkant plein met een kruis, een monument voor de gevallenen en een fontein met kraan. Aan het plein zijn een postkantoor en een bibliotheek. In het dorp zijn voldoende voorzieningen, zoals een apotheek, een supermarkt, een kapper, een bakkerij, een slagerij en een hotel. Er zijn terrassen. Er is een 14de-eeuwse kerk met een museum met 14de-eeuwse kerkelijke kunst. De kerk heeft een trans. Er zijn een gemeentehuis en een oude school. Er is een toerismekantoor. Op een heuvel staat in een park een monument ter ere van het 49ste regiment infanterie (het Corps Franc Pommiès), dat in de Tweede Wereldoorlog via Stuttgart oprukte naar Berlijn. Aan de voet van de heuvel is een bijbehorend museum. Ten zuidoosten van het dorp is een klein vliegveld.

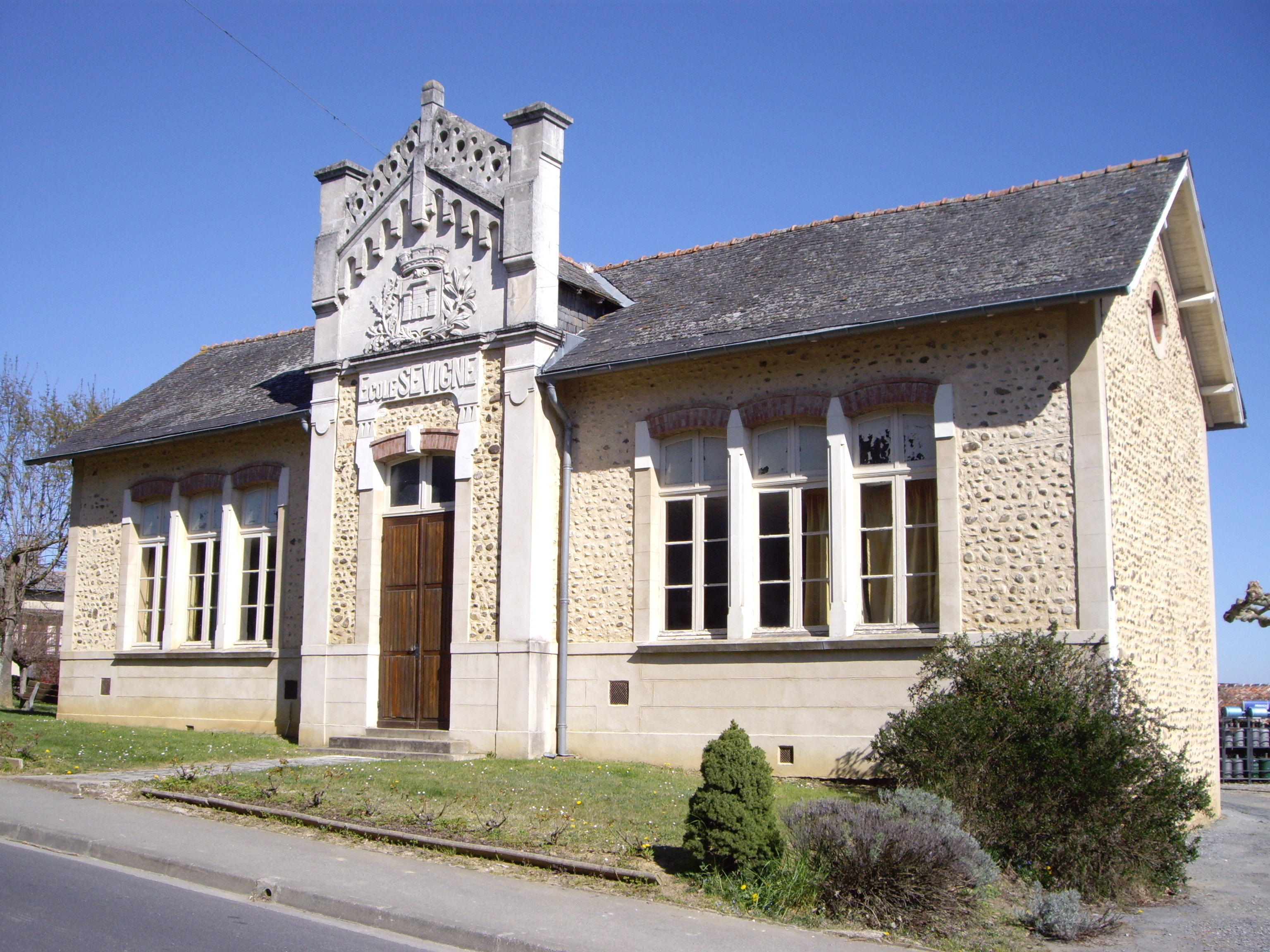
Oude school
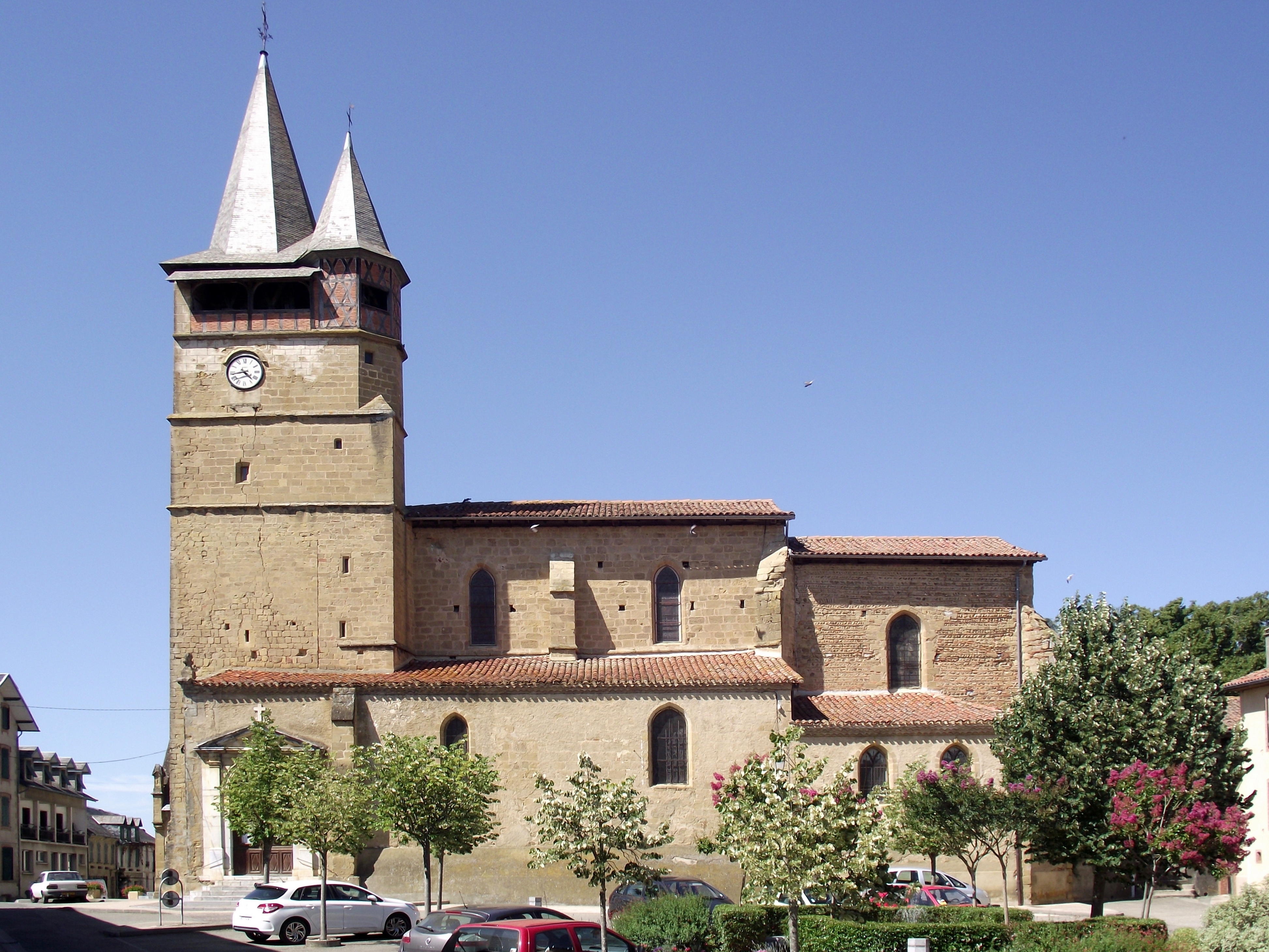
Kerk

## Geografie
De oppervlakte van Castelnau-Magnoac bedraagt 12,7 km², de bevolkingsdichtheid is 59,1 inwoners per km².

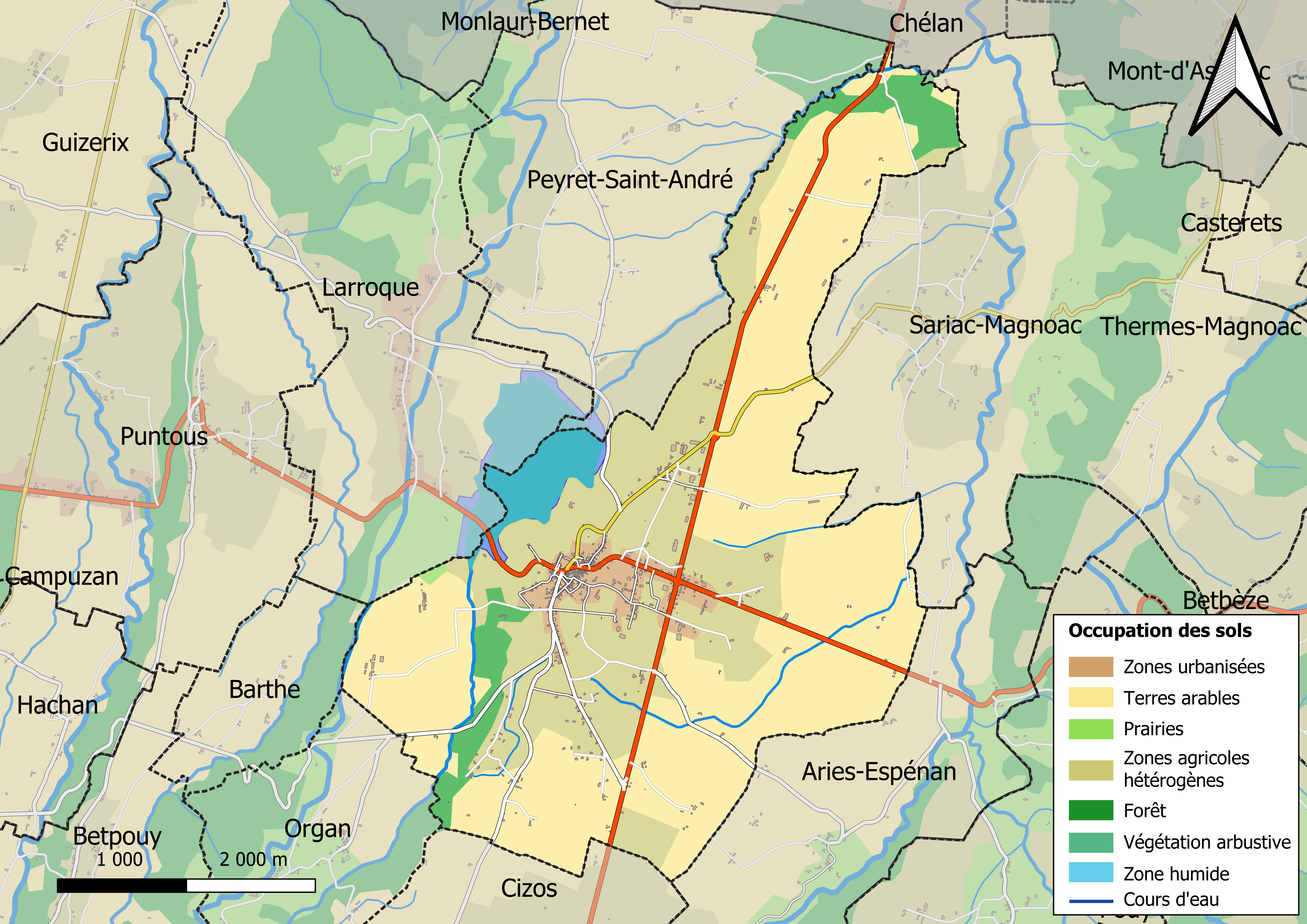
Kaart van de gemeente met belangrijkste infrastructuur, bodemgebruik en omliggende gemeenten

## Demografie
In 1793 telde de gemeente 1152 inwoners.
Onderstaande figuur toont het verloop van het inwonertal (bron: INSEE-tellingen).

## Sport
Castelnau-Magnoac was op 22 juli 2022 startplaats van de negentiende etappe van wielerkoers Ronde van Frankrijk. Deze etappe naar Cahors werd gewonnen door de Fransman Christophe Laporte.